# Dotholmane
Dotholmane est une île dans le landskap Sunnhordland du comté de Vestland. Elle appartient administrativement à Øygarden.

## Géographie
Rocheuse et couverte d'arbres, à fleur d'eau, elle s'étend sur environ 153 m de longueur pour une largeur approximative de 97 m. 